# Estouy
Estouy é uma comuna francesa na região administrativa do Centro, no departamento Loiret. Estende-se por uma área de 17,72 km². Em 2010 a comuna tinha 520 habitantes (densidade: 29,3 hab./km²).